# یوژنوکرائینسک
یوژنوکرائینسک (به اوکراینی: Южноукраї́нськ) شهری در استان میکولائیف در کشور اوکراین است. جمعیت این شهر ۳۹,۰۴۸ نفر (۲۰۲۱ تخمینی) است.